# Charles Street
Charles Street est une rue de la ville de Londres. Elle est située dans la cité de Westminster, dans le quartier de Mayfair.

## Situation et accès

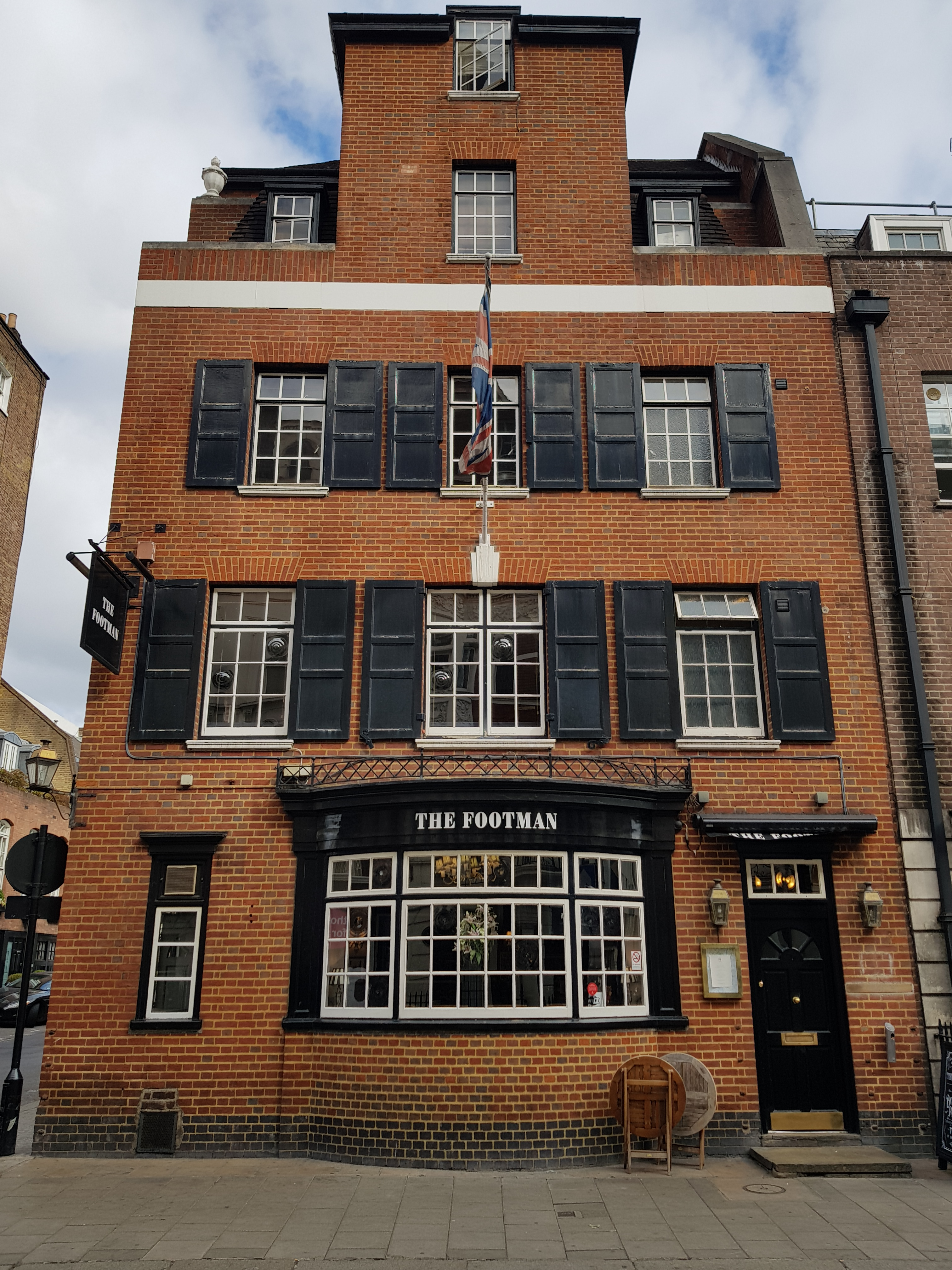
Pub « The Footman ».

Charles Street s'étend de Waverton Street à Berkeley Square. Orientée ouest-est, elle est longue d’environ 320 m.
Les stations de métro les plus proches sont, côté nord, Marble Arch, où circulent les trains de la ligne  Central, Bond Street, desservie par les lignes  Central  Jubilee, et, côté sud, Green Park et Hyde Park Corner, desservies par la ligne  Piccadilly.

## Origine du nom
La rue doit son nom à un membre de la famille Lord Berkeley de Stratton (1602-1678), propriétaire terrien.

## Historique
La rue a été aménagée au début du XVIIIe siècle. Elle se distingue par son unité architecturale.

## Bâtiments remarquables et lieux de mémoire

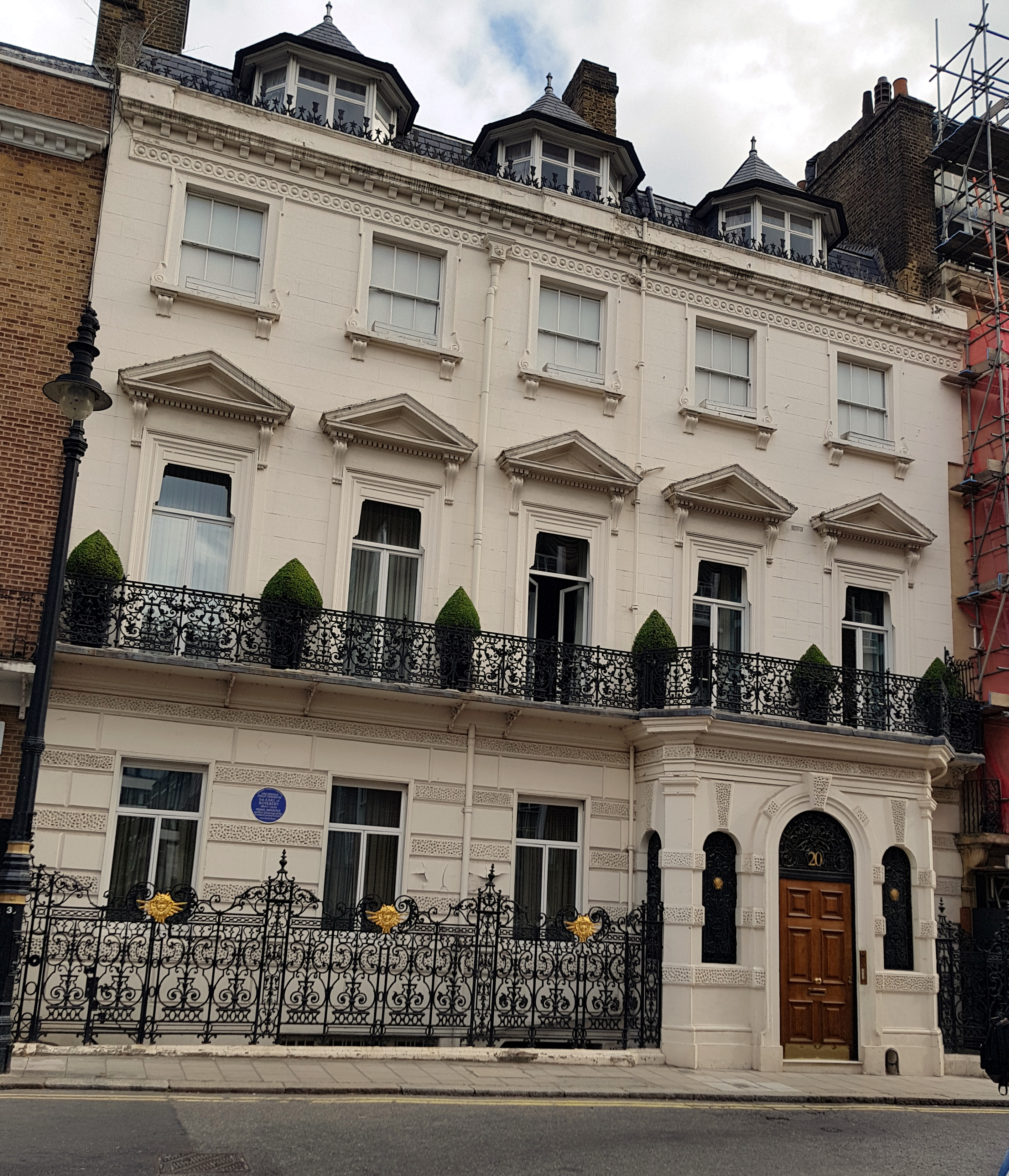
No 20.

Plusieurs bâtiments de la rue sont classés grade II.
- No 5 : pub « I was The Only Running Footman ».
- No 19a : ambassade de Birmanie.
- No 20 : maison natale de l’homme politique et ancien Premier ministre Archibald Primrose (1847-1929), comme le signale un macaron en façade.
- No 30 : ambassade d'Arabie Saoudite.